# Dionysiades
Dionysiades (Oudgrieks: Διονυσιάδης, Dionysiádēs) was een treurspeldichter uit Tarsus in Cilicië, ten tijde van Alexander de Grote, die meestal in de tragische Pleias wordt opgenomen.

## Referentie
- art. Dionysiades, in F. Lübker - trad. ed. J.D. Van Hoëvell, Classisch Woordenboek van Kunsten en Wetenschappen, Rotterdam, 1857, p. 281.